# جيس ريتشاردسون
جيس ريتشاردسون (بالإنجليزية: Jess Richardson)‏ هو لاعب كرة قدم أمريكية أمريكي، ولد في 18 أغسطس 1930 في فيلادلفيا في الولايات المتحدة، وتوفي بنفس المكان في 17 يونيو 1975.

## وصلات خارجية
- جيس ريتشاردسون على موقع مرجع كرة القدم المحترفة.كوم (الإنجليزية)